# Alexandre Eghikian
Vous pouvez aider à l'améliorer ou bien discuter des problèmes sur sa page de discussion.
- Son texte doit être wikifié : il ne correspond pas à la mise en forme Wikipédia (style, typographie, liens internes, liens entre les wikis, etc.). (Marqué depuis janvier 2022)
- Il est orphelin : moins de trois articles lui sont liés. Aidez à ajouter des liens en plaçant le code [[Alexandre Eghikian]] dans les articles relatifs au sujet. (Marqué depuis janvier 2022)

Alexandre Eghikian est un pianiste et chef d'orchestre français originaire de Marseille. Il est le fondateur de l'Orchestre symphonique de Marseille.

## Biographie
Formé au Conservatoire National de Région de Marseilledans le sud de la France, dans les classes de Pierre Barbizet (lauréat en 1949 du concours international Marguerite Long et collaborateur du remarquable pianiste Samson François). Il est médaillé d'or en 1998 de musique de chambre, piano, et de formation musicale (solfège/grammaire). Il obtient le 1er Prix au concours Bach. Il exerce également la direction d'orchestre avec Nicola Samale (Académie Nationale de Sainte Cécile, Rome) et Colin Metters (en) (Académie Royale de Musique, Londres).
Concertiste Classique pour la Marine Nationale et à bord du porte-hélicoptère Jeanne d'Arc , il se produit à travers le monde dans les Ambassades d'une quinzaine de capitales 'Athènes, Auroville (Inde), Singapour, Beyrouth, Naples.
Alexandre Eghikian obtient son diplôme de Direction d'Orchestre au Conservatoire National de Région de Nice et fonde l'Orchestre Symphonique de Marseille qui jouera pour la première fois au festival de Musique à Bagatelle en 2012. Il enseigne en parallèle au CNR de Marseille et à la Cité de la Musique.
Au Baron, chez Castel, à Paris et à New-York ainsi que pour le Festival de Cannes, Alexandre fait du piano-bar un outil de diffusion de la musique autour d'un répertoire éclectique et sans limite. Festival de Cannes, l'Art Basel à Miami, soirées du Festival du film romantique de Cabourg. Il collabore pour la création de musique de film et avec le duo Polo and Pan en musique actuelle.
Il est l'auteur d'un premier album entièrement consacré au pianod'improvisation en musique classique.